# Société géographique italienne
La Société géographique italienne (Società geografica italiana) est une entité morale dont l'objet est de promouvoir les connaissances géographiques et la recherche scientifique et d'en développer la divulgation par le moyen de conférences et de voyages d'études. Elle a été fondée en 1867 à Florence, en tant qu'assocation libre et a reçu sa personnalité juridique actuelle en 1968.
Aujourd'hui son siège se trouve au palais Mattei à Rome à la villa Celimontana entre le Cælius et le Palatin.

## Gestion
La gestion de l'entreprise est confiée à un conseil d'administration composé de douze membres élus, deux vice-présidents et le président, auxquels s'ajoutent des membres nommés par les institutions et les administrations publiques.

## Patrimoine
Son importante bibliothèque, qui contient environ 400 000 volumes (plus environ 2 000 périodiques d'intérêt géographique), est la plus importante d'Italie et l'une des plus grandes au monde. Il existe également une collection de plus de 50 000 cartes modernes.
La collection ancienne de la bibliothèque contient des cartes et atlas du XVe au XIXe siècle.
Le Fonds oriental est constitué de rares représentations géographiques de la Chine et du Japon, réalisées entre le XVIIe et le XIXe siècle, qui ne représentent qu'une petite partie de la très riche collection orientale de la Société géographique italienne, qui compte environ deux mille pièces données entre la fin du XIXe siècle et les années 1920 par des voyageurs italiens en Chine et au Japon.
Quelque 150 000 images photographiques sont également collectées.

## Activités
Dans les années 90, la Société a collaboré à des recherches sur l'agriculture en Italie, financées par le Conseil national de la recherche et le ministère des politiques agricoles, dont les résultats ont été résumés dans une vingtaine de volumes et dans le premier atlas de l'agriculture italienne.
Elle a favorisé la création de la Société européenne de géographie, EUGEO, qui a également son siège à Rome, dans le Palazzetto Mattei, et accueille la Maison de la géographie, siège du secrétariat permanent de l'Union géographique internationale.
Elle édite depuis 1868 le Bollettino della Società geografica italiana et publie les Memorie della Società geografica italiana.

## Présidents
- 1867-1872 Cristoforo Negri
- 1873-1879 Cesare Correnti
- 1879-1887 Onorato Caetani
- 1887-1891 Francesco Nobili Vitelleschi
- 1891-1900 Giacomo Doria
- 1900-1906 Giuseppe Dalla Vedova
- 1906-1906 Antonino di San Giuliano
- 1907-1915 Raffaele Cappelli
- 1916-1921 Scipione Borghese
- 1921-1923 Paolo Emilio Thaon di Revel
- 1923-1926 Luigi Federzoni
- 1926-1928 Pietro Lanza di Scalea
- 1928-1932 Nicola Vacchelli
- 1933-1944 Corrado Zoli
- 1944-1945 Roberto Almagià
- 1945-1955 Orazio Toraldo di Francia
- 1955-1961 Giovanni Boaga
- 1962-1969 Riccardo Riccardi
- 1969-1971 Ferdinando Gribaudi
- 1971-1977 Carlo Della Valle
- 1978-1987 Ernesto Massi
- 1987-1997 Gaetano Ferro
- 1997-2013 Franco Salvatori
- 2013-2015 Sergio Conti
- 2015-2019 Filippo Bencardino
- 2019- Claudio Cerreti